# 小行星5147
小行星5147（英語：5147 Maruyama）是一颗围绕太阳公转的小行星。1992年1月28日，上田清二、金田宏在钏路市发现了此天体，以札幌市的圓山（Maruyama）命名。
这颗小行星的绝对星等为275.1507658594419等。